# Mussaenda borbonica
Mussaenda borbonica là một loài thực vật có hoa trong họ Thiến thảo. Loài này được Lapeyrere mô tả khoa học đầu tiên năm 1888.